# Comuna Pokupsko, Zagreb
Pokupsko este o comună în cantonul Zagreb, Croația, având o populație de 2.224 de locuitori (2011).

## Demografie
Componența etnică a comunei Pokupsko
     Croați (99,33%)
     Necunoscut (0,09%)
     Neclasificat (0,4%)
Componența confesională a comunei Pokupsko
     Catolici (98,11%)
     Necunoscută (0,27%)
     Alte religii (1,62%)
Conform recensământului din 2011, comuna Pokupsko avea 2.224 de locuitori. Din punct de vedere etnic, majoritatea locuitorilor (99,33%) erau croați. Apartenența etnică nu este cunoscută în cazul a 0,09% din locuitori. Din punct de vedere confesional, majoritatea locuitorilor (98,11%) erau catolici. Pentru 0,27% din locuitori nu este cunoscută apartenența confesională.